# 拉斐爾·帕斯夸爾
拉斐爾·帕斯夸爾（西班牙語：Rafael Pascual；1970年3月16日—）是一位西班牙排球運動員。他曾經是西班牙國家男子排球隊的一員，代表西班牙參加了1992年和2000年的奧運會排球比賽 。

## 外部連結
- 拉斐爾·帕斯誇爾在European Volleyball Confederation（英语）
- 拉斐爾·帕斯誇爾在WorldofVolley（英语）
- 拉斐爾·帕斯誇爾在Lega Pallavolo Serie A（意大利语）
- 拉斐爾·帕斯誇爾在Olympedia（英语）